# Mawupemon Otogbe
Mawupemon Otogbe, född 23 januari 2003, är en togolesisk simmare.
Vid olympiska sommarspelen 2020 i Tokyo slutade Otogbe på 57:e plats på 50 meter frisim och blev utslagen i försöksheatet.